# Kaoru Mitoma
Kaoru Mitoma (三笘 薫, Mitoma Kaoru), né le 20 mai 1997 à Kawasaki au Japon, est un footballeur international japonais qui évolue au poste d'ailier gauche à Brighton & Hove.

## Biographie

### Formation
Kaoru Mitoma est formé par le club du Kawasaki Frontale et l'université de Tsukuba.

### Kawasaki Frontale (2019-2021)
En juillet 2018, Mitoma signe son premier contrat professionnel avec le Kawasaki Frontale.
Il joue son premier match avec le Kawasaki Frontale le 8 septembre 2019, lors d'une rencontre de Coupe de la Ligue japonaise contre le Nagoya Grampus (2-2).
Lors de la saison 2020, Mitoma intègre véritablement l'équipe première du Kawasaki Frontale. Il réalise sa première apparition en J. League en entrant en jeu face au Sagan Tosu le 22 février 2020. Le championnat est interrompu cinq mois, de février à juillet 2020, et c'est à partir de la reprise que le Japonais s'impose dans l'effectif.
Le 26 juillet 2020, Mitoma marque son premier but dans l'élite japonaise contre le Shonan Bellmare (victoire 3-1). Le mois d'août 2020 voit le joueur enchaîner de bonnes performances et marquer cinq buts en sept matchs. Pourtant parti pour être remplaçant, il se met en évidence en inscrivant un total de treize buts en championnat, avec notamment deux doublés, et en terminant meilleur passeur avec douze passes décisives. Mitoma parvient donc à réaliser un double-double pour sa première saison en championnat tout en n'étant titulaire qu'à onze reprises sur trente matchs. Il devient champion du Japon, son premier trophée en carrière, contribuant activement au troisième titre de l'histoire du Kawasaki Frontale. Mitoma est récompensé pour ses performances en étant inclus dans l'équipe-type de la saison, récoltant au passage le plus grand nombre de votes.
Le 1er janvier 2021, Mitoma inscrit l'unique but lors de la victoire en finale de la Coupe du Japon face au Gamba Osaka.
Mitoma entame la saison 2021 avec la Supercoupe du Japon qui se joue le 20 février contre le Gamba Osaka. Il inscrit un doublé en première période mais Osaka revient au score avant que Yu Kobayashi ne donne la victoire au Kawasaki dans les arrêts de jeu. Il inscrit son premier but en championnat cette saison-là le 3 mars 2021 contre le Cerezo Osaka (victoire 3-2 de Kawasaki). Un mois plus tard, le 3 avril, il donne la victoire à son équipe en championnat contre l'Oita Trinita en réalisant un doublé (2-0 score final).

### Brighton & Hove (depuis 2021)
Le 10 août 2021, Mitoma signe au club anglais de Brighton & Hove pour quatre ans,. Le montant du transfert est tenu secret par le club mais certains médias se font l'écho d'un montant de trois millions d'euros. Il est cependant prêté dans la foulée pour une saison à l'Union Saint-Gilloise. Dan Ashworth, directeur technique de Brighton, explique ce choix : « Dans le cadre de son développement, nous avons décidé de le prêter [...] pour l'aider à s'habituer au football européen, et le tester dans un environnement différent. »

#### Prêt à l'Union Saint-Gilloise (2021-2022)
Le 12 septembre 2021, Mitoma joue ses premières minutes en remplaçant Damien Marcq en fin de match contre le KRC Genk lors de la septième journée de Jupiler Pro League. Titularisé en Coupe de Belgique à la fin du mois de septembre, le Japonais inscrit son premier but contre le FC Lebbeke et participe à un large succès (7-0). Le 16 octobre, alors que l'Union est menée 0-2 à la mi-temps contre le RFC Seraing, Mitoma entre en jeu et réalise le premier triplé de sa carrière, et inscrit ses premiers buts dans le championnat belge, permettant aux locaux de renverser le match et de l'emporter 4-2. Son entraîneur Felice Mazzù fait son éloge après cette victoire : « Mitoma est un superbe joueur. Il est arrivé dans le courant du mois d’août. L’adaptation à la langue et à la culture a fait qu’on a pris le temps pour le lancer dans la bagarre. Aujourd’hui, il a montré que c’est un joueur qui sera très utile pour l’Union. » 
Entré en jeu au début de la seconde mi-temps contre l'OH Leuven le 26 novembre après que l'Union ait concédé deux buts au premier acte, Mitoma remobilise l'attaque et inscrit un but. Malgré cette réalisation, le leader du championnat s'incline à domicile en ouverture de la seizième journée (1-3).

#### Retour à Brighton (2022-)
Kaoru Mitoma fait son retour à Brighton lors de l'été 2022, à la fin de son prêt à l'Union Saint-Gilloise.
Le 13 août 2022, il fait ses débuts en Premier League contre Newcastle United. Il entre en jeu à la place de Solly March et les deux équipes se neutralisent (0-0 score final).
Mitoma inscrit son premier but pour Brighton le 5 novembre 2022, lors d'une rencontre de championnat face aux Wolverhampton Wanderers. Il est titularisé ce jour-là et participe à la victoire de son équipe par trois buts à deux,. L'ailier japonais se montre de nouveaux décisif quatre jours plus tard contre l'Arsenal FC en coupe de la Ligue anglaise en marquant après être entré en jeu à la place de Solly March. Il participe ainsi à la victoire des siens (1-3 score final),.
En janvier 2023, Mitoma marque un but dans les arrêts de jeu pour battre Liverpool et qualifier son équipe pour le 5e tour de la Coupe d'Angleterre. En octobre, son contrat est prolongé de deux saisons et se termine désormais en juin 2027.
Le 24 septembre 2023, Mitoma réalise son premier doublé pour Brighton, lors d'une rencontre de championnat face à l'AFC Bournemouth. Entré en jeu, il contribue à la victoire de son équipe par trois buts à un. 

### En sélection
En novembre 2021, Mitoma est pour la première fois convoqué en équipe du Japon par Hajime Moriyasu dans le cadre des éliminatoires de la Coupe du monde 2022,. Il honore sa première sélection le 16 novembre en remplaçant Gaku Shibasaki à l'entame de la seconde mi-temps du match à l'extérieur contre Oman. Le néo-international se montre décisif pour ses débuts en adressant un centre à Junya Ito qui inscrit l'unique but de la rencontre.
Mitoma inscrit ses deux premiers buts en sélection lors du même match, le 24 mars 2022 face à l'Australie. Entré en jeu à la place de Takumi Minamino, il donne la victoire à son équipe avec ses deux buts, permettant au Japon de s'imposer par deux buts à zéro et par la même occasion d'assurer sa qualification pour la coupe du monde 2022.
Le 1er novembre 2022, il est sélectionné par Hajime Moriyasu pour participer à la Coupe du monde 2022 au Qatar. Le 1er janvier 2024, il est retenu dans la liste des vingt-six joueurs japonais sélectionnés par Hajime Moriyasu pour disputer la Coupe d'Asie des nations 2023.

## Statistiques

### En club
| Saison                | Club                        | Championnat           | Championnat | Championnat | Championnat | Coupe nationale | Coupe nationale | Coupe nationale | Coupe de la Ligue | Coupe de la Ligue | Coupe de la Ligue | Supercoupe | Supercoupe | Supercoupe | Compétition(s) continentale(s) | Compétition(s) continentale(s) | Compétition(s) continentale(s) | Compétition(s) continentale(s) | Total | Total | Total |
| Saison                | Club                        | Division              | M.          | B.          | P.d.        | M.              | B.              | P.d.            | M.                | B.                | P.d.              | M.         | B.         | P.d.       | Comp.                          | M.                             | B.                             | P.d.                           | M.    | B.    | P.d.  |
| 2016                  | Université de Tsukuba       | -                     | -           | -           | -           | 1               | 0               | 0               | -                 | -                 | -                 | -          | -          | -          | -                              | -                              | -                              | -                              | 1     | 0     | 0     |
| 2017                  | Université de Tsukuba       | -                     | -           | -           | -           | 4               | 2               | 1               | -                 | -                 | -                 | -          | -          | -          | -                              | -                              | -                              | -                              | 4     | 2     | 1     |
| Sous-total            | Sous-total                  | Sous-total            | -           | -           | -           | 5               | 2               | 1               | -                 | -                 | -                 | -          | -          | -          | -                              | -                              | -                              | -                              | 5     | 2     | 1     |
| 2019                  | Kawasaki Frontale           | J1 League             | -           | -           | -           | -               | -               | -               | 1                 | 0                 | 0                 | -          | -          | -          | ACL                            | -                              | -                              | -                              | 1     | 0     | 0     |
| 2020                  | Kawasaki Frontale           | J1 League             | 30          | 13          | 13          | 2               | 2               | 0               | 5                 | 3                 | 1                 | -          | -          | -          | -                              | -                              | -                              | -                              | 37    | 18    | 14    |
| 2021                  | Kawasaki Frontale           | J1 League             | 20          | 8           | 4           | -               | -               | -               | -                 | -                 | -                 | 1          | 2          | 0          | ACL                            | 3                              | 2                              | 2                              | 24    | 12    | 6     |
| Sous-total            | Sous-total                  | Sous-total            | 50          | 21          | 17          | 2               | 2               | 0               | 6                 | 3                 | 1                 | 1          | 2          | 0          | -                              | 3                              | 2                              | 2                              | 62    | 30    | 20    |
| 2021-2022             | Union Saint-Gilloise (prêt) | Jupiler Pro League    | 27          | 7           | 4           | 2               | 1               | 0               | -                 | -                 | -                 | -          | -          | -          | -                              | -                              | -                              | -                              | 29    | 8     | 4     |
| 2022-2023             | Brighton & Hove Albion      | Premier League        | 33          | 7           | 6           | 5               | 2               | 2               | 3                 | 1                 | 0                 | -          | -          | -          | -                              | -                              | -                              | -                              | 41    | 10    | 8     |
| 2023-2024             | Brighton & Hove Albion      | Premier League        | 19          | 3           | 4           | -               | -               | -               | 1                 | 0                 | 0                 | -          | -          | -          | C3                             | 6                              | 0                              | 1                              | 26    | 3     | 5     |
| 2024-2025             | Brighton & Hove Albion      | Premier League        | 36          | 10          | 4           | 4               | 1               | 0               | 1                 | 0                 | 0                 | -          | -          | -          | -                              | -                              | -                              | -                              | 41    | 11    | 4     |
| Sous-total            | Sous-total                  | Sous-total            | 88          | 20          | 14          | 9               | 3               | 2               | 5                 | 1                 | 0                 | -          | -          | -          | -                              | 6                              | 0                              | 1                              | 108   | 24    | 17    |
| Total sur la carrière | Total sur la carrière       | Total sur la carrière | 165         | 48          | 35          | 18              | 8               | 3               | 11                | 4                 | 1                 | 1          | 2          | 0          | -                              | 9                              | 2                              | 3                              | 204   | 64    | 42    |

### En sélection
| Années                | Sélection             | Phases finales                | Phases finales | Phases finales | Phases finales | Éliminatoires | Éliminatoires | Éliminatoires | Éliminatoires | Amicaux | Amicaux | Amicaux | Total | Total | Total |
| Années                | Sélection             | Comp.                         | M.             | B.             | P.d.           | Comp.         | M.            | B.            | P.d.          | M.      | B.      | P.d.    | M.    | B.    | P.d.  |
| --------------------- | --------------------- | ----------------------------- | -------------- | -------------- | -------------- | ------------- | ------------- | ------------- | ------------- | ------- | ------- | ------- | ----- | ----- | ----- |
| 2021                  | Japon                 | -                             | -              | -              | -              | CdM 2022      | 1             | 0             | 1             | -       | -       | -       | 1     | 0     | 1     |
| 2022                  | Japon                 | Coupe d'Asie de l'Est 2022    | -              | -              | -              | CdM 2022      | 2             | 2             | 0             | 6       | 3       | 1       | 12    | 5     | 2     |
| 2022                  | Japon                 | Coupe du monde 2022           | 4              | 0              | 1              | CdM 2022      | 2             | 2             | 0             | 6       | 3       | 1       | 12    | 5     | 2     |
| 2023                  | Japon                 | -                             | -              | -              | -              | CdM 2026      | -             | -             | -             | 5       | 2       | 2       | 5     | 2     | 2     |
| 2024                  | Japon                 | Coupe d'Asie des nations 2023 | 2              | 0              | 0              | CdM 2026      | 4             | 1             | 2             | -       | -       | -       | 6     | 1     | 2     |
| Total sur la carrière | Total sur la carrière | Total sur la carrière         | 6              | 0              | 1              | -             | 7             | 3             | 3             | 11      | 5       | 3       | 24    | 8     | 7     |

## Palmarès

### En club
Au Kawasaki Frontale, Mitoma remporte le Championnat du Japon au terme de la saison 2020 ainsi que la Coupe du Japon. L'année suivante, il obtient son troisième trophée après la victoire en Supercoupe du Japon.

### Distinctions personnelles
Mitoma est le meilleur passeur du championnat du Japon en 2020 avec douze passes décisives et fait partie de l'équipe-type de la saison.